# Tex Winter
Morice Fredrick  Winter, más conocido como Tex Winter (Wellington, Texas; 25 de febrero de 1922-Manhattan, Kansas; 10 de octubre de 2018), fue un entrenador de baloncesto estadounidense.

## Carrera profesional
Tex Winter tuvo una extraordinaria longevidad, ya que estuvo en activo durante sesenta años como entrenador principal y asistente. En la NCAA entrenó durante treinta años como entrenador principal, y cuatro como ayudante, en la NBA fue entrenador principal durante 2 años de los Houston Rockets y  fue ayudante en los Bulls y los Lakers durante veintitrés años, ganando nueve anillos de la NBA y perfeccionando el famoso Triángulo ofensivo, junto a Phil Jackson, y jugadores legendarios como Michael Jordan, Scottie Pippen, Toni Kukoc, Shaquille O'Neal o Kobe Bryant. También entrenó durante dos años en la liga de Puerto Rico para el Leones de Ponce.

## Trayectoria
- Universidad estatal de Kansas (1947-1951), (Ayudante)
- Universidad de Marquette (1951-1953)
- Leones de Ponce (1952-1954)
- Universidad estatal de Kansas (1953-1968)
- Universidad de Washington (1968-1971)
- Houston Rockets (1971-1973)
- Universidad de Northwestern (1973-1978)
- Universidad estatal de Long Beach (1978-1983)
- Chicago Bulls (1985-1999), (Ayudante)
- Los Angeles Lakers (1999-2007), (Ayudante)